# Enzo Masetti
Enzo Masetti (Bologna, 18 agosto 1893 – Roma, 11 febbraio 1961) è stato un compositore italiano specializzato in colonne sonore cinematografiche.

## Biografia
Studiò con Franco Alfano e si specializzò subito nella composizione di colonne sonore a seguito del nascere del film sonoro. Fu pertanto un pioniere in Italia di questo genere musicale.
La sua prima colonna sonora la realizzò per il film Cavalleria (1936) di Goffredo Alessandrini a cui seguirono nel 1937 La fossa degli angeli di Carlo Ludovico Bragaglia e nel 1941 Fari nella nebbia di Gianni Franciolini, solo per citare alcune delle prime.
Con Malìa, film del 1946 diretto da Giuseppe Amato vince il Nastro d'argento come miglior musica.
Nella sua carriera compose oltre sessanta colonne sonore, alcune per film che hanno fatto la storia del cinema italiano.
Insegnò presso il Conservatorio Santa Cecilia e presso il Centro sperimentale di cinematografia a Roma, formando un folto gruppo di compositori di colonne sonore.

## Filmografia
- Cavalleria, regia di Goffredo Alessandrini (1936)
- La fossa degli angeli, regia di Carlo Ludovico Bragaglia (1937)
- Caccia alla volpe nella campagna romana, regia di Alessandro Blasetti - cortometraggio (1938)
- Cento lettere d'amore, regia di Max Neufeld (1940)
- Addio giovinezza!, regia di Ferdinando Maria Poggioli (1940)
- Gli uomini della pesca, regia di Domenico Paolella - cortometraggio (1940)
- Nozze di sangue, regia di Goffredo Alessandrini (1941)
- Piccolo mondo antico, regia di Mario Soldati (1941)
- Edizione straordinaria, regia di Pietro Francisci - cortometraggio (1941)
- La fontana di Trevi, regia di Fernando Cerchio - cortometraggio (1941)
- Gelosia, regia di Ferdinando Maria Poggioli (1942)
- Fari nella nebbia, regia di Gianni Franciolini (1942)
- La Gorgona, regia di Guido Brignone (1942)
- Le vie del cuore, regia di Camillo Mastrocinque (1942)
- Giungla, regia di Nunzio Malasomma (1942)
- Enrico IV, regia di Giorgio Pàstina (1943)
- La primadonna, regia di Ivo Perilli (1943)
- Gente dell'aria, regia di Esodo Pratelli (1943)
- La porta del cielo, regia di Vittorio De Sica (1944)
- Addio, amore!, regia di Gianni Franciolini (1944)
- Sorelle Materassi, regia di Ferdinando Maria Poggioli (1944)
- Il cappello da prete, regia di Ferdinando Maria Poggioli (1944)
- Il testimone, regia di Pietro Germi (1946)
- Teheran, regia di William Freshman e Giacomo Gentilomo (1946)
- Malìa, regia di Giuseppe Amato (1946)
- L'adultera, regia di Duilio Coletti (1946)
- Un giorno nella vita, regia di Alessandro Blasetti (1946)
- Fatalità, regia di Giorgio Bianchi (1947)
- La gemma orientale dei papi, regia di Alessandro Blasetti (1947)
- L'onorevole Angelina, regia di Luigi Zampa (1947)
- Il Passatore, regia di Duilio Coletti (1947)
- Il duomo di Milano, regia di Alessandro Blasetti - cortometraggio (1947)
- Arabian Bazaar, regia di John Hanau e Hans Nieter (1948)
- Guerra alla guerra, regia di Romolo Marcellini e Giorgio Simonelli - documentario (1948)
- L'ebreo errante, regia di Goffredo Alessandrini (1948)
- Cuore, regia di Duilio Coletti e Vittorio De Sica (1948)
- Il bacio di una morta, regia di Guido Brignone (1949)
- Il lupo della Sila, regia di Duilio Coletti (1949)
- Fabiola, regia di Alessandro Blasetti (1949)
- Vespro siciliano, regia di Giorgio Pàstina (1949)
- Il brigante Musolino, regia di Mario Camerini (1950)
- Cuori sul mare, regia di Giorgio Bianchi (1950)
- Gli inesorabili, regia di Camillo Mastrocinque (1950)
- Vulcano, regia di William Dieterle (1950)
- Romanticismo, regia di Clemente Fracassi (1951)
- Ultimo incontro, regia di Gianni Franciolini (1951)
- Il caimano del Piave, regia di Giorgio Bianchi (1951)
- Camicie rosse, regia di Goffredo Alessandrini (1952)
- Sensualità, regia di Clemente Fracassi (1952)
- Carica eroica, regia di Francesco De Robertis (1952)
- Processo alla città, regia di Luigi Zampa (1952)
- La voce del silenzio, regia di Georg Wilhelm Pabst (1953)
- Attila, regia di Pietro Francisci (1954)
- La romana, regia di Luigi Zampa (1954)
- Sette metri d'asfalto, regia di Renzo Renzi - cortometraggio (1954)
- Guida per camminare all'ombra, regia di Renzo Renzi - cortometraggio (1954)
- Dove Dio cerca casa, regia di Renzo Renzi - cortometraggio (1955)
- Quando il Po è dolce, regia di Renzo Renzi - cortometraggio (1955)
- Le schiave di Cartagine, regia di Guido Brignone (1957)
- Le fatiche di Ercole, regia di Pietro Francisci (1958)
- Il pittore del sogno - cortometraggio (1958)
- Sorella acqua - cortometraggio (1958)
- Ercole e la regina di Lidia, regia di Pietro Francisci (1959)